# Милиция
Вижте пояснителната страница за други значения на Милиция.
Милиция може да е военно формирование, съставено от непрофесионални войници, обикновено гражданите на дадена страна, мобилизирани по конкретен повод или цивилна, понякога и нелегална паравоенна организация защитаваща или бореща се за определени каузи или политически цели.
В Източна Румелия това име носят въоръжените сили на областта, които на практика са постоянна наборна армия.
По време на комунистическия режим, в Съветския съюз и ред други бивши социалистически страни (включително и в България през периода 1944 – 1991 г.), милиция е било названието на органите на реда, т.е. държавната структура, част от изпълнителната власт, сегашната полиция.